# Kristina Karlsdotter (Bonde)
Kristina Karlsdotter (Bonde), född omkring 1432, död före den 25 januari 1500, (troligen omkring år 1493), var en svensk adelsdam och tidvis prinsessa. Hon var dotter till den svenske riksföreståndaren och sedermera kungen Karl Knutsson. 
Gift 1446 med riksrådet, sedermera lagmannen Erik Eriksson (Gyllenstierna) från Danmark, motiverade hon således att han bosatte sig i Sverige och blev hennes fars hovmästare. Hon blev änka 1477. Som änka överlämnade hon, i enlighet med sin fars testamente, en tavla av guld till Vadstena kloster. Hon levde som änka ännu 1492 men hennes exakta dödsdatum och -år är okänt. År 1493 har dock föreslagits som troligt.   
Barn
1. Nils Eriksson (1457-1495)
2. Erik Eriksson d.y. (död 1502)
3. Kerstin Eriksdotter (död 1509), gift med Hans Åkesson (Tott); deras dotter Karin Hansdotter gifte sig med Harald Knutsson Soop och deras dotter Märta Haraldsdotter Soop gifte sig i sin tur med Erik Gustafsson Roos af Hjelmsäter.
4. Margareta Eriksdotter
5. Lisbeth Eriksdotter
6. Birgitta Eriksdotter (död späd)
7. Abraham Eriksson (död 1514)
8. Knut Eriksson
9. Görvel Eriksdotter (död 1495)
10. Carin Eriksdotter